# Montejícar
Montejícar település Spanyolországban, Granada tartományban. Montejícar Guadahortuna, Iznalloz, Campotéjar, Noalejo, Cambil és Huelma községekkel határos. Lakosainak száma 2020 fő (2024).

## Népesség
A település népessége az elmúlt években az alábbi módon változott:
| Lakosok száma | 2765 | 2686 | 2596 | 2481 | 2442 | 2265 | 2204 | 2113 | 2072 | 2020 |
|               | 2001 | 2004 | 2006 | 2009 | 2011 | 2014 | 2016 | 2019 | 2021 | 2024 |